# Centre de musique baroque de Versailles

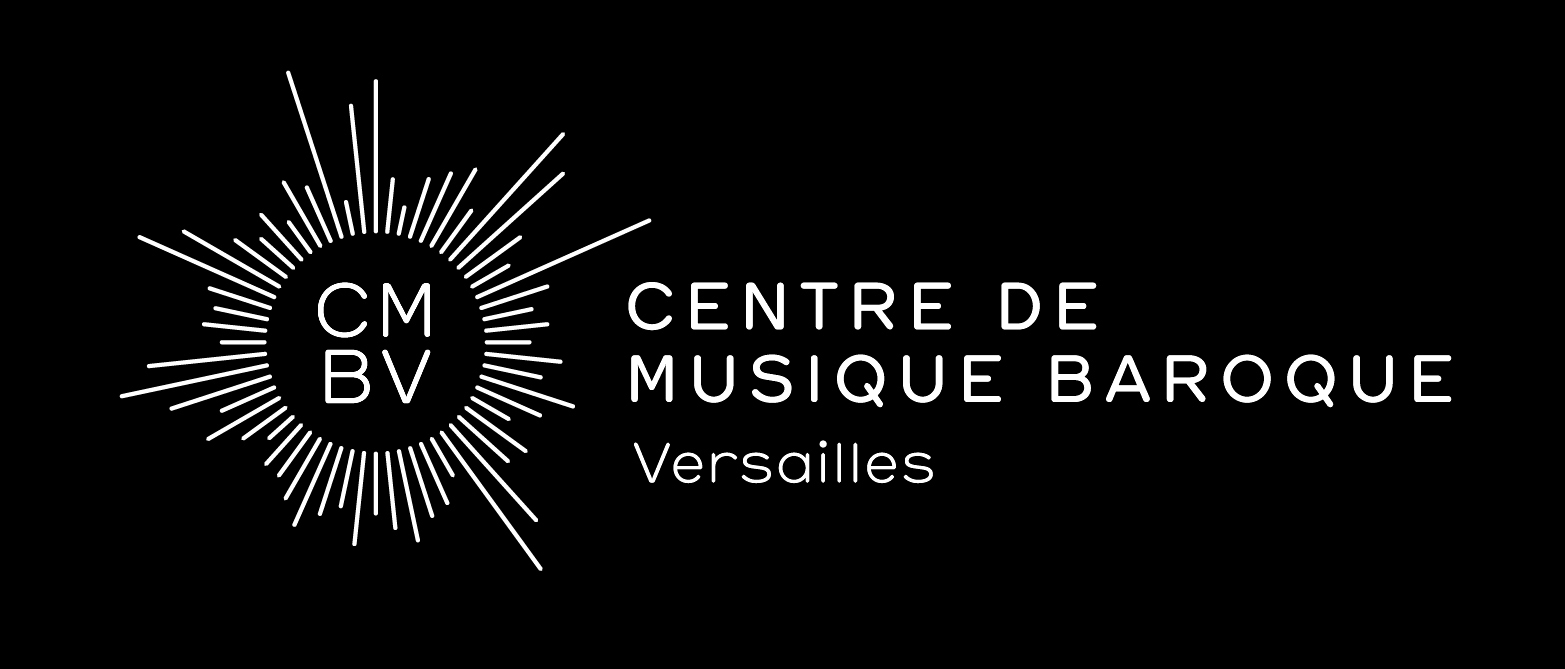
logo

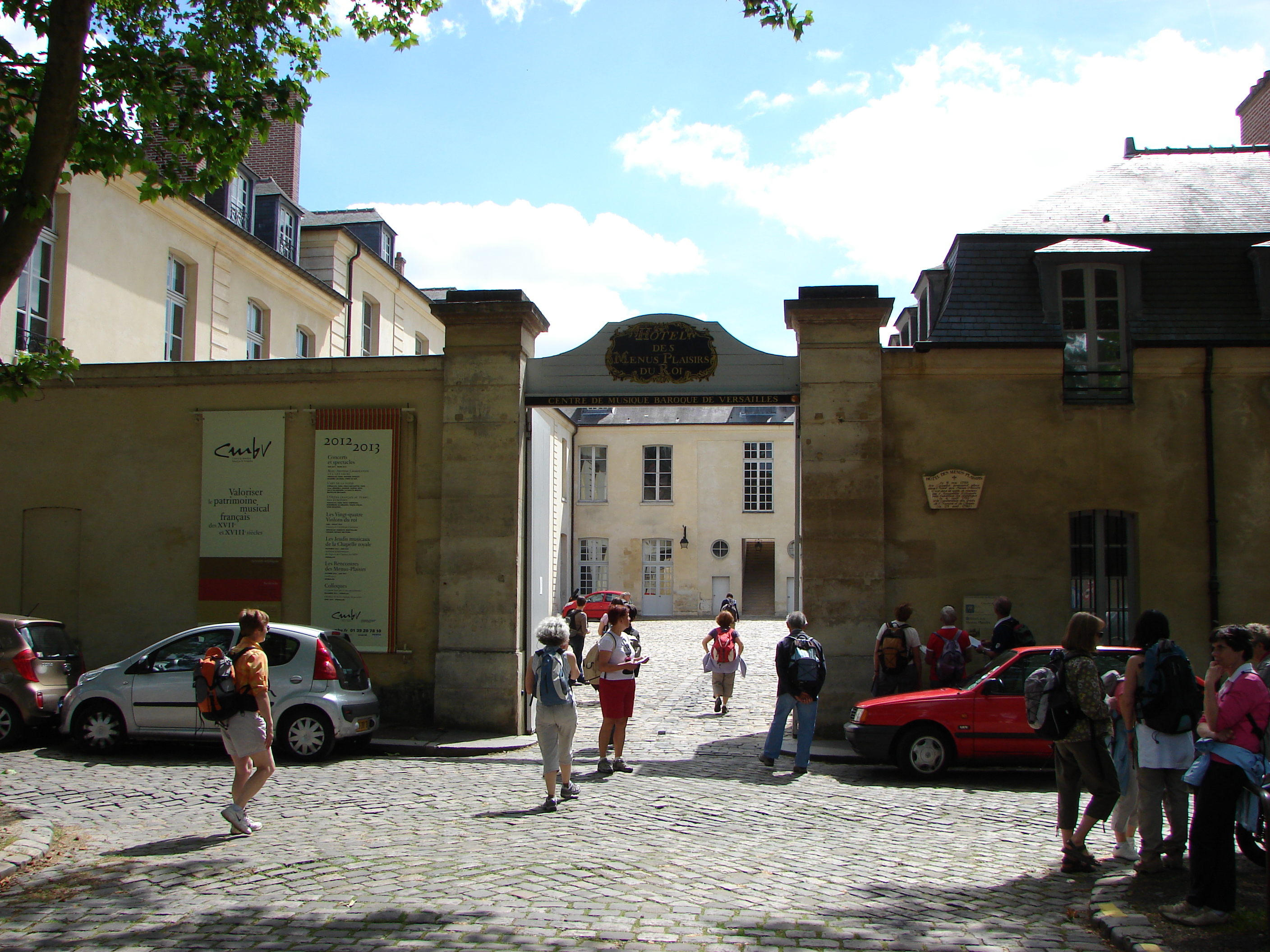
Hôtel des Menus-Plaisirs

Het Centre de Musique Baroque de Versailles is een cultureel centrum in de Franse stad Versailles, dat zich ten doel heeft gesteld de Franse barokmuziek onder de aandacht van het publiek te brengen. Het is in het Hôtel des Menus-Plaisirs gevestigd, dat koning Lodewijk XV rond 1745 heeft laten bouwen. Philippe Beaussant en Vincent Berthier de Lioncourt, twee Franse musici stichtten het centrum in 1987 in opdracht van het Franse ministerie van cultuur. Zij kregen daarna beiden een verantwoordelijke functie binnen de organisatie. Het centrum werd verrijkt met twee koren, een voor jeugd en een voor volwassenen, en een muziekensemble. De beide koren treden op donderdag op in de koninklijke kapel van het Kasteel van Versailles. 

## Websites
- officiële website
- Kasteel van Versailles. Le centre de musique baroque de Versailles.